# Bethelkerk (Nieuwdorp)
De Bethelkerk is een protestants kerkgebouw in de Nederlandse plaats Nieuwdorp, in de provincie Zeeland, gelegen aan het Oranjeplein. Het gebouw werd in de periode 1917-1918 gebouwd naar een ontwerp van architect Herman van der Kloot Meijburg. In 2020 werd de kerk verkocht aan de gemeente Borsele die het wil verbouwen en uitbreiden tot een multifunctionele accommodatie. De protestantse gemeente mag nog tien jaar gebruik maken van de ruimte.

## Geschiedenis
Door de inpoldering van de regio in de 17e eeuw ontstonden er in het westelijk deel van Zuid-Beveland enkele nieuwe nederzettingen, waaronder 's-Heerenhoek (Calishoek) en Nieuwdorp. De bevolking van 's-Heerenhoek was voornamelijk protestants, en in 1657 werd er een nieuwe gereformeerde kerk gesticht waar ook de inwoners van Nieuwdorp toe behoorden. Over de loop van tijd nam het aantal protestanten in 's-Heerenhoek af en nam in Nieuwdorp juist toe, zeker nadat Nieuwdorp begon te groeien vanaf het midden van de 19e eeuw. Dit leidde tot bezwaren omdat het grote deel van de gemeente nu langer moest reizen om naar de kerk te kunnen.
Aan het begin van de 20e eeuw begon de hervormde gemeente diensten te beleggen in een school te Nieuwdorp, maar toen een gemeentelid gratis grond ter beschikking stelde ontstond de mogelijkheid voor de bouw van een nieuwe kerk. De bouw begon in 1917 en op 15 mei 1918 kon de nieuwe kerk in gebruik worden genomen. Het gebouw was ontworpen door architect H. van der Kloot Meijburg en gebouwd door aannemer Dronkers uit Kapelle voor een bedrag van 24.224 gulden. In 1928 werd een pastorie gebouwd.
In het kader van het Samen op Weg-proces ging de hervormde gemeente rond 1998 samen met de plaatselijke gereformeerde kerk. Diensten werden om de week gehouden in de twee gebouwen, maar met de fusie in 2002 werd de gereformeerde kerk afgestoten vanwege de slechte bouwkundige staat en overbodigheid van twee grote kerken. Sindsdien vonden alle diensten weer in de Bethelkerk plaats.
In februari 2018 trad de gemeente van Nieuwdorp toe tot de Federatie Protestantse Gemeenten 'De Samenwerking' die tot dan bestond uit de gemeentes van Borssele, 's-Heer Arendskerke en Lewedorp. Door afname van het aantal gemeenteleden, wat leidde tot financiële problemen en andere organisatorische moeilijkheden, zijn de vier gemeentes per 1 januari 2021 gefuseerd in de Protestantse Gemeente Het Vierhuis.
In 2019 maakte het college van b & w van de gemeente Borsele bekend dat er plannen waren om de Bethelkerk en pastorie aan te kopen en te verbouwen tot dorpshuis, wat gepaard zou gaan met een restauratie en uitbreiding van het gebouw. Eind 2020 werd bekend dat de gemeente de kerk zou kopen voor 64.000 euro. Dit was lager dan de taxatiewaarde van 160.000 euro, maar daar stond tegenover dat de protestantse gemeente na de oplevering nog ten minste tien jaar gratis gebruik mag maken van de ruimte en ook is rekening gehouden met de kosten van het onderhoud die in mindering zijn gebracht op het uiteindelijke bedrag. Het ontwerp van het nieuwe dorpshuis mocht, na aanbesteding, geleverd worden door VG Architecten uit Sas van Gent.

## Kerkgebouw
De zaalkerk is ontworpen in de stijl van de Nieuwe Haagse School met een traditioneel grondplan. Centraal tegen de voorgevel staat een kerktoren met spits. Het schip is afgedekt met een steil zadeldak en tegen de achtergevel staat een vijfzijdige absis waarin de consistoriekamer aanwezig is.
Bij de opening in 1918 werd het doophek geschonken door de kerk van 's-Heer Arendskerke, de kanselbijbel door ds. M.A. Adriani, en de klok door 24 kerkvoogdijen uit Zuid-Beveland, welke overigens was gekocht van de burgerlijke gemeente 's-Heer Abtskerke en afkomstig was uit de plaatselijke hervormde kerk. In de kerk was verder een centrale verwarming aanwezig en ruimte voor 300 zitplaatsen.
In de kerk bevindt zich een orgel, gebouwd in 1917 door de Schiedamse orgelbouwer A. Standaart. In de jaren 70 van de 20e eeuw bevond het orgel zich in een slechte staat, maar door geldgebrek kon het niet worden vervangen. Nadat de middelen wel voorhanden waren, werd onder adviseurschap van organist Klaas Bolt het orgel opgeknapt. De restauratie vond in 1990 plaats door de firma A. Nijsse & Zn.